# Quarter Past Midnight
Quarter Past Midnight is een single van de Britse band Bastille, van hun vierde album Doom Days. Het nummer verscheen in mei 2018 als single. Op de B-zijde staat de One Eyed Jack's Session van dit nummers.

## Muziekvideo
Op 23 mei werd er een muziekvideo op YouTube geplaatst voor dit nummer. Dit duurt 3 minuten en 25 seconden. De hoofdrolspeler is Dan Smith. De video is geregisseerd door Austin Peters.